# ضنهابی (روستا)
 ضنهابی  به عربی ( الَضَنهابی )، روستایی است در دهستان المَکتَب از توابع استان اِب   در کشور یمن در شبه جزیره عربستان.

## جمعیت
جمعیت آن (۱۴۶) نفر (۱۰ خانوار) می‌باشد.